# Sajalices
Sajalices è un comune (corregimiento) della Repubblica di Panama situato nel distretto di Chame, provincia di Panama. Si estende su una superficie di 24,8 km² e conta una popolazione di 2.280 abitanti (censimento 2010).